# Bellator Lightweight Championship
Il Bellator Lightweight Championship è il titolo massimo della Bellator MMA e, come indica lo stesso nome, il titolo è riservato alla categoria dei pesi leggeri (da 66 a 70 kg).

## Titolo dei pesi leggeri (da 66 kg a 70 kg)
| Nome | Data                            | Luogo                      | Difese |
| --- | ------------------------------- | -------------------------- | --- |
| Eddie Alvarez batté Toby Imada                                                                               | 19 giugno 2009 (Bellator 12)    | Hollywood, Stati Uniti     | - batté Pat Curran a Bellator 39 il 2 aprile 2011                                                          |
| Michael Chandler                                                                                             | 19 novembre 2011 (Bellator 58)  | Hollywood, Stati Uniti     | - batté Rick Hawn a Bellator 85 il 17 gennaio 2013 - batté David Rickels a Bellator 97 il 31 luglio 2013   |
| Eddie Alvarez (2)                                                                                            | 2 novembre 2013 (Bellator 106)  | Long Beach, Stati Uniti    | |
| Will Brooks batté Michael Chandler per il titolo ad interim                                                  | 17 maggio 2014 (Bellator 120)   | Southaven, Stati Uniti     | |
| Il titolo fu reso vacante il 19 agosto 2014, quando ad Alvarez fu concessa una liberatoria dalla promozione. |                                 |                            | |
| Will Brooks batté Michael Chandler per il titolo indiscusso                                                  | 15 novembre 2014 (Bellator 131) | San Diego, Stati Uniti     | - batté Dave Jansen a Bellator 136 il 10 aprile 2015 - batté Marcin Held a Bellator 145 il 6 novembre 2015 |
| Il titolo fu reso vacante il 14 maggio 2016, quando a Brooks fu concessa una liberatoria dalla promozione.   |                                 |                            | |
| Michael Chandler (2) batté Patricky Freire                                                                   | 24 giugno 2016 (Bellator 157)   | St. Louis, Stati Uniti     | - batté Benson Henderson a Bellator 165 il 19 novembre 2016                                                |
| Brent Primus                                                                                                 | 24 giugno 2017 (Bellator 180)   | New York City, Stati Uniti | |
| Michael Chandler (3)                                                                                         | 14 dicembre 2018 (Bellator 212) | Honolulu, Stati Uniti      | |
| Patrício Freire                                                                                              | 11 maggio 2019 (Bellator 221)   | Rosemont, Stati Uniti      | |